# لاكلان ستيفنز
لاكلان ستيفنز (31 ديسمبر 1978 - ) (بالإنجليزية: Lachlan Stevens)‏ هو لاعب كريكت أسترالي.

## وصلات خارجية
- لاكلان ستيفنز على موقع إي آس بي آن كريك إنفو (الإنجليزية)